# Hallongrund (vid Högsar, Nagu)
Hallongrund är en ö i Finland. Den ligger i Skärgårdshavet och i kommunen Pargas i den ekonomiska regionen  Åboland i landskapet Egentliga Finland, i den sydvästra delen av landet. Ön ligger omkring 43 kilometer sydväst om Åbo och omkring 170 kilometer väster om Helsingfors.
Öns area är 0,8 hektar och dess största längd är 190 meter i öst-västlig riktning.